# ماساهارو فوكوياما

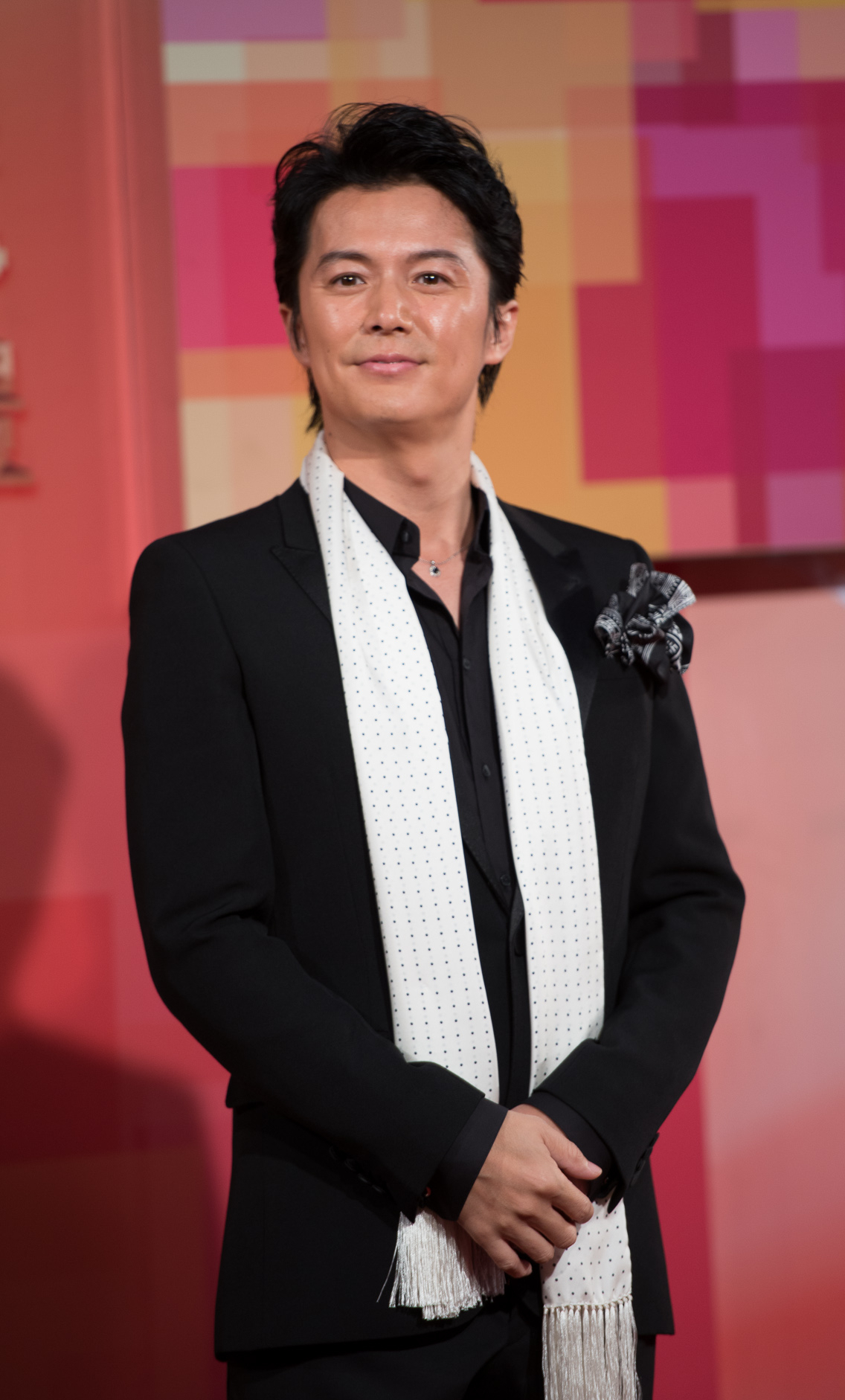
ماساهارو فوكوياما

ماساهارو فوكوياما (باليابانية: 福山 雅治 فوكوياما ماساهارو) من مواليد 6 فبراير، 1969، هو مؤلف أغاني، وعازف غيتار، ومنتج تسجيلات، وممثل، ومقدم برامج إذاعية، ومصور من مدينة ناغاساكي، محافظة ناغاساكي اليابان. ويعتبر من أشهر الفنانين الذكور في اليابان مؤخرا بعد تأديته لدور البطولة في مسلسل درامي يصور حياة ساكاموتو ريوما في عام 2010.

## الأعمال

### أفلام
| السنة | العنوان             | الدور            |
| ----- | ------------------- | ---------------- |
| 2017  | جريمة القتل الثالثة | تومواكي شيغيموري |

## وصلات خارجية
- ماساهارو فوكوياما على موقع IMDb (الإنجليزية)
- ماساهارو فوكوياما على موقع ميتاكريتيك (الإنجليزية)
- ماساهارو فوكوياما على موقع روتن توميتوز (الإنجليزية)
- ماساهارو فوكوياما على موقع قاعدة بيانات الأفلام العربية
- ماساهارو فوكوياما على موقع ميوزك برينز (الإنجليزية)
- ماساهارو فوكوياما على موقع تيرنر كلاسيك موفيز (الإنجليزية)
- ماساهارو فوكوياما على موقع أول موفي (الإنجليزية)
- ماساهارو فوكوياما على موقع قاعدة بيانات الأفلام السويدية (السويدية)
- ماساهارو فوكوياما على موقع أول ميوزيك (الإنجليزية)
- ماساهارو فوكوياما على موقع ديسكوغز (الإنجليزية)

- الموقع الرسمي لماساهارو فوكوياما